# Мария Тереза Французская
Мария Тереза Шарлотта Французская (фр. Marie Thérèse Charlotte de France; 19 декабря 1778[…], Версаль — 19 октября 1851[…], Ланценкирхен, Нижняя Австрия) — Madame Royale (старшая дочь короля), герцогиня Ангулемская. Дочь короля Людовика XVI и Марии-Антуанетты. Последняя дофина Франции. Полное имя использовалось в качестве подписи, а обиходным было Шарлотта.

## Биография
Мария Тереза была первым ребёнком и старшей дочерью Людовика XVI и Марии-Антуанетты. Принцесса была названа в честь её бабушки по материнской линии — императрицы Марии Терезии. Как старшая дочь короля носила титулы Madame Royale и Madame fille du roi.

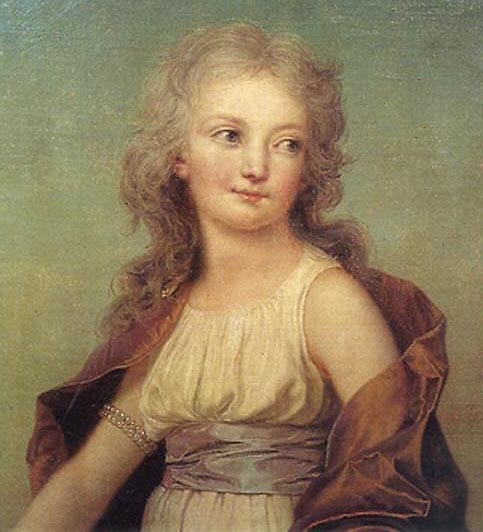
Мария Тереза Шарлотта в детстве

### Детство и юность
В 1789 году вместе с родителями и младшим братом, Марии Терезе пришлось перенести принудительный переезд из Версаля в Париж, под домашний арест в Тюильри. После восстания 10 августа 1792 года королевская семья была заключена в Тампль. Там она провела свою юность, и только 19 декабря 1795 года, в возрасте семнадцати лет, её выпустили на свободу. Мария Тереза была освобождена в обмен на французских военнопленных (среди которых был будущий генерал и премьер-министр Франции Юг Маре, герцог де Бассано), при условии, что она покинет территорию Франции. О казни отца и матери (1793) и о смерти младшего брата Луи Шарля, умершего там же в Тампле, она узнала лишь в июле 1795 года.

### Замужество и возвращение во Францию
Мария Тереза уехала из Франции в Вену к родственникам матери; в это время там царствовал её двоюродный брат Франц II. Затем она переехала в Митаву, где жил её дядя граф Прованский. В 1799 году, в Митаве, на территории Российской империи, она вышла замуж за своего двоюродного брата Людовика, герцога Ангулемского, старшего сына графа д’Артуа. Их брак был бездетным, причём вину за это возлагали на мужа. До 1814 года семья жила в Великобритании.
Вернувшись во Францию в 1814 году во время реставрации Бурбонов, Мария Тереза рьяно защищала монархию и права династии, что позволило Наполеону сказать о ней: «она была единственным мужчиной в семье Бурбонов». Когда её дядя (и одновременно свёкор) взошёл на престол как Карл X, Мария Тереза получила титул дофины Франции (1824).
Во время Реставрации «тампльская сирота» считалась символом страдания, добродетели и правоверного легитимизма; она вызывала уважение даже у оппонентов старших Бурбонов.

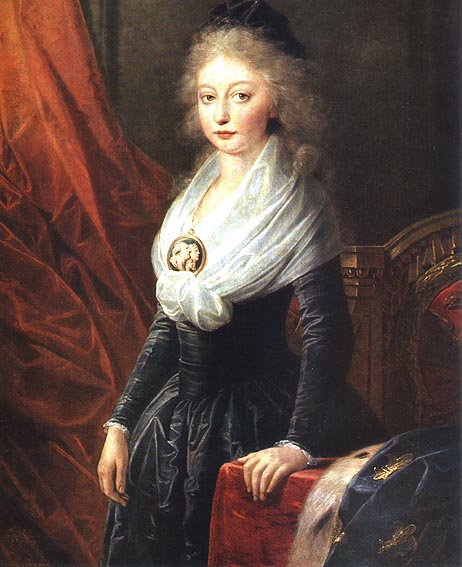
Мария Тереза Французская в 1796 году

### Жизнь в изгнании и смерть
Июльская революция 1830 года повлекла за собой отречение Карла X, который потребовал отречения также от своего старшего сына, герцога Ангулемского. Последний подписал отречение неохотно через 20 минут, так что с формальной точки зрения он эти 20 минут царствовал как Людовик XIX.
Королевская семья снова была вынуждена эмигрировать. В изгнании супруги носили титул графа и графини де Марн. Дофина воспитывала своего племянника герцога Бордоского (графа де Шамбора), последнего из старших Бурбонов.
Смерть Карла X в 1836 году сделала Марию Терезу королевой Франции в глазах легитимистов.
Её муж умер 3 июня 1844 года, а она, пережив его на семь лет, — 19 октября 1851 года в Фросдорфе около Вены. Супруги похоронены в монастыре Костаньевица, в Нова-Горица (ныне Словения).

## В кино
- «Мария-Антуанетта» (1938) — актриса Мэрилин Ноулден.